# Gwen Jorgensen
Gwen Rosemary Jorgensen född 25 april 1986 i Waukesha i Wisconsin är en amerikansk triatlet. Vid olympiska sommarspelen 2016 tog hon USA:s första guldmedalj i triathlon. Hon tog guld i VM 2014 och 2015 samt silver 2016.